# Ophichthus puncticeps
Ophichthus puncticeps är en fiskart som först beskrevs av Kaup, 1860.  Ophichthus puncticeps ingår i släktet Ophichthus och familjen Ophichthidae. Inga underarter finns listade i Catalogue of Life.